# Киндерфрайнд, Александр

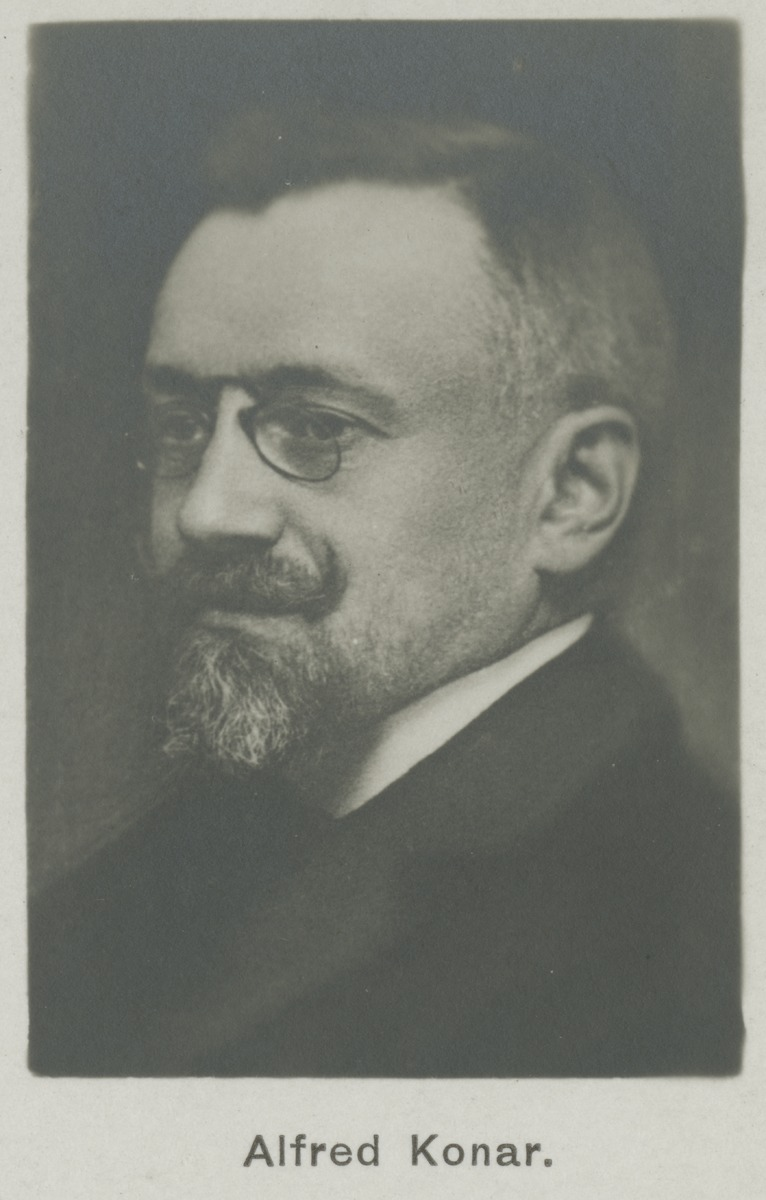
Александр Конар (Киндерфрайнд)

Альфред Александр Киндерфрайнд , известный под псевдонимом Альфред Конар (пол. Alfred Aleksander Kinderfreund; 26 февраля 1862, Варшава, Царство Польское, Российская империя — 1940 или 1941, там же) — польский прозаик, драматург, афорист еврейского происхождения.

## Биография
Родился в семье Иосифа Киндерфрайнда, главного врача варшавской еврейской больницы.
Публиковал свои статьи и литературные произведения в «Gazeta Polska» и «Świecie».
Первое произведение писателя «Hrabina Sylwia» появилось в 1885 году. В своих романах «Przed slubem» (1891), «Bankruci» (1892), «Siostry Malinowskie» (1894), «Jesień» (1898) и рассказах, относящихся к натурализму, показал, в основном, жизнь и обычаи варшавской буржуазии и художественных кругов. Его пьесы «Hrabina Sylwia» (1885), «Gasienice» (1895) и «Figle Amora» (1896), «Panny» (1901), пользовались популярностью у публики. Он также был автором сборника «Pierwsza milosc» из 1000 афоризмов (1936).
Произведения А. Конара проникнуты пессимистическим настроением.
Его герои и героини — люди с больной душой и крайней восприимчивостью.
Умер в Варшавском гетто в 1940 или 1941 году.

## Избранные афоризмы
- Любовь — безумие, но не безумствуют только кретины.
- Жизнь — подарок, которого мы не просили.
- В слишком здоровом теле помещается слишком мало духа.
- Мы слишком сильно любим своих детей и слишком мало — своих родителей.
- Талант — это способность делать то, чему нас никто не учил.
- В жизни ничего не даётся даром. Все дело в том, чтобы не переплачивать.
- В могущество врачей верят только здоровые.
- Жены ревнуют и нелюбимых мужей.